# Kai Stefes
Kai Stefes (* 26. Januar 1970 in Wevelinghoven) ist ein deutscher Fotograf. Seit 2011 arbeitet er in Grevenbroich in seinem Atelier in den Räumen der Ateliergemeinschaft E1, deren Mitbegründer er ist.

## Leben
Geboren wurde Kai Stefes in einer Kleinstadt zwischen Köln, Düsseldorf und Mönchengladbach am Niederrhein.
Bereits früh faszinierte ihn das Fotografieren. Nach seinem Hauptschulabschluss 1986 absolvierte er erst eine Ausbildung bei der Deutschen Bundespost als Fernmeldehandwerker.
Während dieser Ausbildung kaufte er sich seine erste Spiegelreflexkamera und begann intensiv damit zu arbeiten.
An die Ausbildung schloss sich das Fachabitur und ein Studium an der Fachhochschule Düsseldorf im Bereich Elektrotechnik an. In dieser Zeit entwickelte sich der Entschluss die Fotografie zu seinem Beruf zu machen.

## Fotografie
Sein fotografischer Werdegang begann mit einem Praktikum bei der Kölner Modefotografin Walde Huth-Schmölz, gefolgt von einer klassischen Fotografen-Ausbildung und einigen Jahren als Assistent und Digital-Support. Seit Anfang 2000 arbeitet er als freiberuflicher Fotograf.
Kai Stefes vermeidet es, sich auf eine bestimmte Technik oder einen bestimmten Stil festzulegen, wodurch die unterschiedlichsten Ergebnisse entstehen. Die Techniken und Stilmittel sind für ihn nur Werkzeuge, um Emotionen oder Wirkungen in Bildern zu erzeugen. So nutzt er auch die unterschiedlichsten Kameras für seine Projekte.
Für das Buch „Durch den Osten – was war, was ist, was bleibt?“ fotografierte er mit einer Pentacon Six analog auf Schwarz-Weiss Mittelformat Film.
Wichtig ist ihm, dass die Bilder ehrlich bleiben. Selbst bei digitalen Fotos bearbeitet er nur, was auch im Labor analog möglich gewesen wäre. So zeichnen sich seine Fotos durch eine Authentizität aus, die im digitalen Zeitalter oft verloren gegangen ist. Im Jahr 2013 bebilderte Kai Stefes für den Droste Verlag zwei Bücher.
25 Jahre nach dem Mauerfall verwirklichte er ein lange geplantes Projekt, bei dem der in der BRD geborene und aufgewachsene Fotograf seiner Faszination für die Geschehnisse rund um den Herbst 1989 nachging und mit einer MZ ES250/1 durch die ehemalige DDR fuhr.
Auf dieser Reise suchte er Spuren dieses einst „hinweg-demonstrierten“ und nun „verschwundenen“ Staates und wollte wissen, was von dem Geist der friedlichen Revolution übrig geblieben ist.
Für sein Projekt „Lebensbilder“ hat der Fotograf Kai Stefes Menschen abgelichtet, die überlebt haben. Menschen, die als Kinder auf der Flucht waren, versteckt wurden und die dem vernichtenden Euthanasie-Programm der Nazis entkamen. Mit diesem Projekt schaffte es Kai Stefes 2023 auf die Shortlist des Felix Schoeller Award in der Kategorie „Deutscher Friedenspreis für Fotografie.“
Selbst sagt Kai Stefes über seinen Beruf: „Jeden Tag vor neuen Herausforderungen zu stehen, immer die interessantesten Blickwinkel eines Motivs in den unterschiedlichsten Aufgaben zu finden, interessante Menschen, neue Orte und Kulturen kennen zu lernen und diese im Zusammenspiel von Licht und Schatten einzufangen. Dies sind für mich die schönsten Aspekte meines Berufes.“

## Einflüsse
Nachhaltig beeinflusst weiß sich Kai Stefes durch die Werke von Henri Cartier-Bresson, Robert Doisneau, Peter Lindbergh, Anton Corbijn, James Nachtwey und Sebastião Salgado. Aber auch Modefotografen wie Pete Ruppert und Stephan Latusek, denen er assistierte, waren vorbildhaft für seine Fotografie. Immer wieder holt Kai Stefes sich auch bei anderen Künstlern Anregungen.
Dabei ist besonders der regelmäßige Gedankenaustausch in der Ateliergemeinschaft E1 mit den Künstlern Conny Hellfeier, Kerstin Nowak, Stoi, Thomas Möcker, Robert Lietzke und Gereon Riedel hervorzuheben.

## Ausstellungen & Aktionen
- 1999 Gemeinschaftsausstellung „picture dance“ in der Kulturfabrik Krefeld
- 1999 Gemeinschaftsausstellung in der Handwerkskammer Düsseldorf
- 2010 Einzelausstellung „Lissabon – Glückliche Melancholie“ Cafe Kultus, Grevenbroich
- 2011 Gemeinschaftsaktion der Ateliergemeinschaft E1 „Insomnie – 23,5 Stunden Kunst“
- 2011 Gemeinschaftsausstellung „Insomnie – 23,5 Stunden Kunst“ Cafe Kultus, Grevenbroich.[7]
- 2012 Gemeinschaftsausstellung der Ateliergemeinschaft E1 „Chronos – verschiedene Blickwinkel“ in der Versandhalle Grevenbroich
- 2013 Buchveröffentlichung „Highlights – Ruhrgebiet“ im Droste Verlag
- 2013 Buchveröffentlichung „Ruhrgebiet – Genießen & Lebensart“ Droste Verlag
- 2014 Projektreise „Durch den Osten – was war, was ist, was bleibt?“
- 2015 Buchveröffentlichung „Durch den Osten – was war, was ist, was bleibt?“
- 2015 Ausstellung „Durch den Osten – was war, was ist, was bleibt?“ in der Versandhalle Grevenbroich
- 2016 Ausstellung „Durch den Osten – was war, was ist, was bleibt?“ in der Gedenkstätte Deutsche Teilung in Marienborn.
- 2022 Buchveröffentlichung „Lebensbilder, 13 lebenswerte Leben“
- 2022 Ausstellung „Lebensbilder, 13 lebenswerte Leben“ in der ehemaligen Synagoge Hülchrath
- 2023 Shortlist Felix-Schoeller-Photo Award „Deutscher Friedenspreis für Fotografie“
- 2023/24 Ausstellung „Lissabon, glückliche Melancholie“ im Museum der niederrheinischen Seele Grevenbroich
- 2023/24 Ausstellung „Lebensbilder, lebenswerte Leben“ im Museum der niederrheinischen Seele Grevenbroich

## Publikationen
- Highlights – Ruhrgebiet. Droste Verlag, 2013, ISBN 978-3-7700-1406-4.
- Ruhrgebiet – Genießen & Lebensart. Droste Verlag, 2013, ISBN 978-3-7700-1407-1.
- Durch den Osten – was war, was ist, was bleibt? Mit einer MZ und einer PENTACON Six auf der Suche nach Bildern. Westkreuz, Berlin 2015, ISBN 978-3-944836-26-3.
- Lebensbilder, 13 lebenswerte Leben. Bookmundo, ISBN 978-94-036-8413-0